# Hemigraphis buruensis
Hemigraphis buruensis är en akantusväxtart som beskrevs av Hallier f.. Hemigraphis buruensis ingår i släktet Hemigraphis och familjen akantusväxter. Inga underarter finns listade i Catalogue of Life.